# Torre de Garraf
La Torre de Garraf o Torre de Can Güell és una torre de guaita del municipi de Sitges (Garraf) declarada bé cultural d'interès nacional.

## Descripció
Es tracta d'un element defensiu de l'antiga quadra de Garraf, situada en un turó al nord-oest, al costat del ferrocarril a Barcelona. Es troba davant del mar, al costat de les Bodegues Güell, integrant-se amb aquesta construcció.
És una torre de defensa rodona amb matacà i espitlleres. L'accés a l'interior es fa des de la primera planta de la masia, amb la qual es comunica per un pont.

## Història
Cal destacar la intervenció realitzada per l'arquitecte Francesc Berenguer, deixeble de Gaudí, a finals del segle xix, quan la finca fou adquirida per Eusebi Güell. En aquest moment la torre presentava un deficient estat de conservació, ja que a inicis del segle xix havia estat parcialment destruïda per una atac de les tropes angleses.